# حارة الكهرباء (صنعاء)
حارة الكهرباء هي إحدى حارات حي التحرير بمديرية التحرير إحد مديريات العاصمة اليمنية صنعاء، بلغ تعداد سكانها 2960 نسمة حسب تعداد اليمن لعام 2004.